# L'Hôtel du mal
L'Hôtel du mal est le 2e épisode de la saison 2 de la série télévisée Angel.

## Synopsis

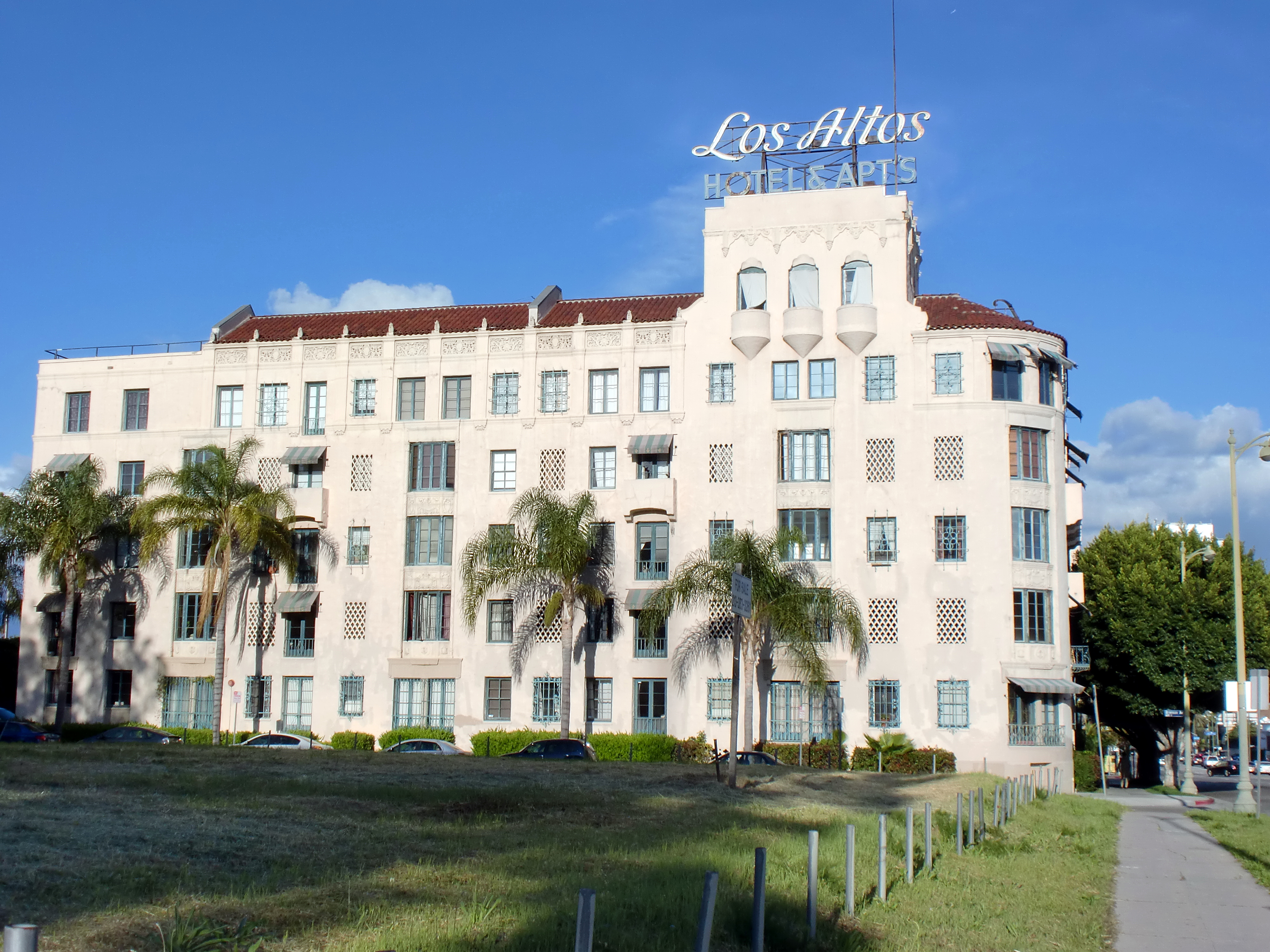
Vue extérieure des Los Altos Apartments, ayant servi de décors extérieurs pour l'hôtel Hypérion.

Angel demande à Wesley et Cordelia de faire des recherches sur l'hôtel Hypérion, aujourd'hui abandonné. Wesley et Cordelia découvrent rapidement que de nombreux accidents bizarres ont eu lieu dans l'hôtel et qu'Angel y a vécu à une période. Plus tard, ils apprennent que le groom de l'hôtel a été arrêté pour le meurtre d'un client (un représentant de commerce) et qu'une cliente, une certaine Judy recherchée pour vol, est en fuite et est présumée morte.
De nombreux flashbacks présentent Angel en 1952 occupant une chambre de cet hôtel. Il aide, un peu contre son gré, une jeune femme prénommée Judy à se cacher de son petit ami. L'occupant de la chambre voisine de celle d'Angel, un représentant de commerce, se suicide, Angel y étant totalement indifférent. Le manager et le groom de l'hôtel, sous l'influence d'une voix qui chuchote, dissimulent son cadavre. Les clients de l'hôtel se posent des questions à ce sujet tandis que Judy avoue à Angel que l'homme qui est à sa recherche est en fait un détective privé. Judy a en effet volé de l'argent à la banque où elle était employée quand elle a été licenciée à cause de ses origines en partie afro-américaines. Angel l'aide à cacher l'argent au sous-sol, entend des murmures et se rend compte que quelque chose de démoniaque manipule les occupants de l'hôtel. Il cherche une formule pour forcer le démon à se matérialiser mais, quand il revient, Judy a été retrouvée par le privé. Pour détourner l'attention, elle accuse Angel du meurtre du représentant, et les clients enragés, et sous l'influence du démon, le pendent. Quand ils sont partis, Angel se libère de sa corde et le démon apparait, se réjouissant de la paranoïa qu'il a causé et affirmant à Angel que la culpabilité qu'éprouve Judy le nourrira pour une vie entière. Quand le démon demande à Angel s'il compte faire quelque chose pour aider les occupants de l'hôtel, Angel lui répond qu'il les lui abandonne.
Dans le présent, Angel retrouve l'argent qu'il avait caché et entend à nouveau des murmures. Il prévient Wesley et Cordelia qu'un démon Thesulac, qui se nourrit des peurs de ses victimes, hante l'hôtel. Angel compte le rendre corporel avec un rituel afin de pouvoir le tuer. Les trois membres d'Angel Investigations accomplissent le rituel avec l'aide de Gunn et le Thesulac, une fois matérialisé, est électrocuté par Angel. Dans une chambre, Angel trouve Judy, désormais très âgée. Juste avant de mourir, Judy s'excuse d'avoir trahi et fait pendre Angel et celui-ci lui pardonne. Il annonce ensuite à son équipe qu'ils prennent leurs quartiers dans l'hôtel.

## Production

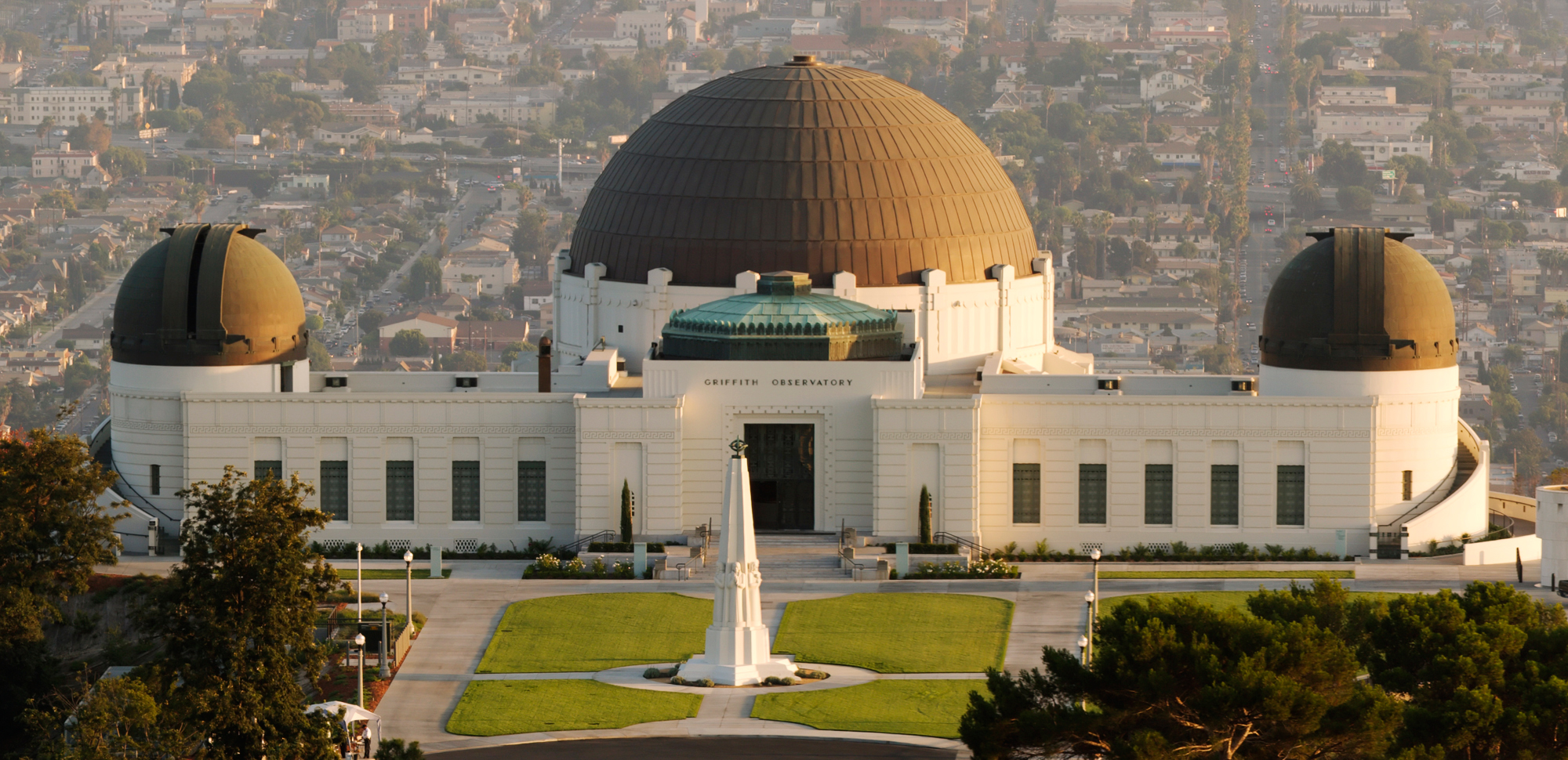
L'observatoire Griffith, où ont été tournées certaines scènes de l'épisode.

Stuart Blatt, le chef décorateur de la série, explique qu'après l'explosion ayant détruit les locaux d'Angel Investigations à la fin de la saison 1, les responsables de la série lui ont donné l'occasion de créer des décors beaucoup moins exigus. Joss Whedon a suggéré l'idée d'un hôtel abandonné, dans le style de l'hôtel du film Barton Fink, pour servir de nouveau QG au groupe. L'équipe de décoration a mis dix semaines pour créer ces nouveaux et spacieux décors. Les extérieurs de l'hôtel ont été filmés aux Los Altos Apartments, sur Wilshire Boulevard, qui avaient déjà été utilisés comme décors dans l'épisode L'Étrange Docteur Meltzer. Les scènes extérieures de nuit entre Angel et Judy ont été tournées à l'observatoire Griffith, qui offre un panorama sur Los Angeles et qui a déjà servi notamment de décor à la scène finale de La Fureur de vivre.
Tim Minear a écrit cet épisode qui explore le passé d'Angel et le présente comme cynique et ne voulant pas être impliqué dans la vie des gens. Accusé par certains fans de faire de la continuité rétroactive par rapport aux scènes de l'épisode Acathla, qui présentent Angel vivant dans la rue à New York, Minear répond qu'il ne pense vraiment pas que le personnage aurait pu vivre ainsi depuis le début de la malédiction lui ayant rendu son âme en 1898. Il ajoute que c'est certainement à partir du moment où Angel a quitté l'hôtel Hypérion dans les années 1950 qu'il a commencé sa descente aux enfers l'ayant conduit dans la rue.